# Toscano Extra Vecchio
Il Toscano Extra Vecchio è un tipo di sigaro Toscano presentato per la prima volta nel 1953. Oggi è realizzato a macchina da Manifatture Sigaro Toscano S.p.A. presso lo stabilimento di Lucca (Toscana), utilizzando prevalentemente tabacco Kentucky italiano: della Valtiberina per la fascia, toscano e laziale per il ripieno e, per una minima parte, con Kentucky americano. Nel 2000 è stato inserito nell’Arca del Gusto di Slow Food come prodotto non-food.
È disponibile in confezioni da 5, da 10 e da 20 sigari. Accanto alla versione classica, per un periodo sono state commercializzate anche le versioni delicata (Toscano Extra Vecchio Delicato) e decisa (Toscano Extra Vecchio Deciso).

## Caratteristiche
Caratteristiche distintive del Toscano Extra Vecchio:
- Manifattura di produzione: Lucca
- Tempo di maturazione e stagionatura: 9 mesi
- Fascia: Tabacco nazionale
- Ripieno: Tabacco nazionale più i ritagli della fascia americana
- Aspetto: Marrone
- Fabbricazione: a macchina
- Lunghezza: 155 mm +/- 1
- Diametro pancia: 13,5 mm (variabile)
- Diametro punte: 9 mm +/- 0,5
- Volume: 16,9 ml
- Peso: circa 7,5 gr (variabile)
- Densità: 0,444 g/ml
- Anno di uscita: 1953
- Disponibilità: in produzione
- Fascetta: Tricolore italiano con scritta centrale "TOSCANO EXTRA-VECCHIO"